# Agira
Agira, tidligere San Filippo d'Argiriò, er en by på Sicilien, beliggende 15 kilometer sydøst for Nicosia på en 650 meter høj klippe. Agira, der er en af Siciliens ældste byer, hed i oldtiden Agyrium og er historikeren Diodorus Siculus' fødeby.